# Chlopsis bicollaris
Chlopsis bicollaris är en fiskart som först beskrevs av George Myers och Charles B. Wade, 1941.  Chlopsis bicollaris ingår i släktet Chlopsis och familjen Chlopsidae. IUCN kategoriserar arten globalt som nära hotad. Inga underarter finns listade i Catalogue of Life.